# Johannes Sobotta
Robert Heinrich Johannes Sobotta (Berlino, 31 gennaio 1869 – Bonn, 20 aprile 1945) è stato un anatomista tedesco.

## Biografia
Studiò medicina a Berlino, dove successivamente lavorò come secondo assistente presso l'istituto di anatomia. Dal 1895 è stato consigliere presso l'Istituto di anatomia comparata, embriologia e istologia a Würzburg. Nel 1903 divenne professore associato e nel 1912 professore ordinario di anatomia topografica. Nel 1916 si trasferì presso l'Università di Königsberg come direttore dell'istituto anatomico, successivamente svolse le stesse attività presso l'Università di Bonn (dal 1919).
È ricordato ancora oggi per l'opera Atlas der deskriptiven Anatomie des Menschen ("Atlante dell'anatomia umana descrittiva"), un capolavoro di anatomia macroscopica, acclamato per la sua alta qualità e dettaglio. Dal 1904 è  stato pubblicato in più di 300 edizioni in 19 lingue (15 edizioni in inglese). Sobotta è stato anche autore di Atlas und Grundriss der Histologie und mikroskopischen Anatomie des Menschen (1902), successivamente tradotto in inglese e pubblicato come Textbook and atlas of human histology and microscopic anatomy.
Nel 1944 venne insignito dalla medaglia Goethe-Medaille für Kunst und Wissenschaft.

## Pubblicazioni
- 1901: Atlas und Grundriß der Histologie und mikroskopischen Anatomie des Menschen.
- 1904–1907: Atlas der descriptiven Anatomie des Menschen in 3 volumes.
- 1904–1907: Grundriß der descriptiven Anatomie des Menschen.